# Marek Herbik
Marek Herbik (ur. 28 lutego 1964 w Poznaniu) – polski fotografik, nauczyciel akademicki, w przeszłości niezawodowy aktor.

## Życiorys
Absolwent Liceum Plastycznego w Łodzi. W latach 1985–1991 studiował na Wydziale Tkaniny i Ubioru Państwowej Wyższej Szkoły Sztuk Plastycznych w Łodzi (dyplom z druku na tkaninie oraz aneks z malarstwa i fotografii). Od 1991 r. pracownik naukowy macierzystej uczelni, obecnie profesor w Pracowni Fotografii na Wydziale Wzornictwa i Architektury Wnętrz. Jest także nauczycielem akademickim w Wyższej Szkole Informatyki i Umiejętności w Łodzi (od 2005). 
Ma w dorobku wystawy w kraju oraz za granicą w zakresie grafiki, fotografii i projektowania graficznego.
W latach 1983–1986 wystąpił w kilku filmach fabularnych jako aktor niezawodowy.

## Filmografia
- 1986: Nad Niemnem jako Witold Korczyński, syn Emilli i Benedykta
- 1986: Republika nadziei jako uczeń Dolata
- 1985: Zielone kasztany jako Marek Krajewski
- 1983: Wir jako Tomek